# Wnioskowanie w przód
Wnioskowanie w przód (Modus Ponendo Ponens) – progresywny algorytm sztucznej inteligencji służący do tworzenia nowych zdań logicznych na podstawie istniejącej bazy faktów, aksjomatów.